# Jeff Richards
Jeff Richards, nato Richard Mansfield Taylor (Portland, 1º novembre 1924 – San Bernardino, 28 luglio 1989), è stato un giocatore di baseball e attore statunitense, accreditato talvolta in alcuni film anche come Dick Taylor e Richard Taylor.

## Biografia
Arruolatosi nella United States Navy durante la seconda guerra mondiale, vi prestò servizio fino al 1946. Dopo la fine della guerra,  giocò per un anno come interbase per i Portland Beavers, quindi per i Salem Senators, ma la sua carriera sportiva finì quando si strappò un legamento e fu impossibilitato a giocare ancora.
A Hollywood fece un provino per la MGM, che gli cambiò il nome in Jeff Richards e lo avviò alla carriera cinematografica, inizialmente in piccole parti, ma poi con ruoli di sempre maggior rilievo, come nel film Kill the Umpire (1950), in cui poté far sfoggio delle sue doti atletiche nel baseball, e Angels in the Outfield (1951).
Richards è noto al pubblico principalmente per il ruolo di Beniamino Pontipee in Sette spose per sette fratelli (1954), interpretazione che gli valse una candidatura al Golden Globe (insieme con George Nader e Joe Adams), come miglior promessa. Nonostante questo, la sua carriera di attore declinò prematuramente.
Nel 1958 interpretò il ruolo del protagonista nella serie televisiva Jefferson Drum, prodotta dalla NBC, che si protrasse per due stagioni, dopodiché l'attore fece ancora alcune apparizioni come guest star in serie quali Gli uomini della prateria (1961). Il suo ultimo ruolo, prima del definitivo ritiro dalle scene, fu quello di Kallen nel western Waco, una pistola infallibile (1966).
È stato sposato dal 1954 al 1955 con Shirley Sibre, e dal 1955 al 1959 con Vicki Lenore Flaxman; da quest'ultima, ebbe un figlio.
Jeff Richards morì il 28 luglio 1989, all'età di 64 anni, per un collasso. È sepolto a Riverside National Cemetery a Riverside, in California.

## Filmografia parziale

### Cinema
- Kill the Umpire, regia di Lloyd Bacon (1950)
- Angels in the Outfield, regia di Clarence Brown (1951)
- Difendete la città (The Sellout), regia di Gerald Mayer (1952)
- Disperata ricerca (Desperate Search), regia di Joseph H. Lewis (1952)
- Il prezzo del dovere (Above and Beyond), regia di Melvin Frank e Norman Panama (1952)
- Essi vivranno! (Battle Circus), regia di Richard Brooks (1953)
- Prendeteli vivi o morti (Code Two), regia di Fred M. Wilcox (1953)
- Il grande alleato (Big Leaguer), regia di Robert Aldrich (1953)
- Il siluro della morte (Seagulls Over Sorrento), regia di John Boulting, Roy Boulting (1954)
- Sette spose per sette fratelli (Seven Brides for Seven Brothers), regia di Stanley Donen (1954)
- Un napoletano nel Far West (Many Rivers to Cross), regia di Roy Rowland (1955)
- I razziatori (The Marauders), regia di Gerald Mayer (1955)
- Sesso debole? (The Opposite Sex), regia di David Miller (1956)
- Alla larga dal mare (Don't Go Near the Water), regia di Charles Walters (1957)
- La ragazza del rodeo (Born Reckless), regia di Howard W. Koch (1958)
- L'isola delle vergini (Island of Lost Women), regia di Frank Tuttle (1959)
- Il mistero dello scoglio rosso (The Secret of the Purple Reef), regia di William Witney (1960)
- Waco, una pistola infallibile (Waco), regia di R.G. Springsteen (1966)

### Televisione
- Jefferson Drum – serie TV, 26 episodi (1958)
- Avventure in paradiso (Adventures in Paradise) – serie TV, episodio 1x24 (1960)
- Laramie – serie TV, episodio 2x11 (1960)
- Gli uomini della prateria (Rawhide) – serie TV, episodio 3x21 (1961)

## Doppiatori italiani
- Renato Turi in Sette spose per sette fratelli, Sesso debole?, I razziatori, Alla larga dal mare
- Giuseppe Rinaldi in Un napoletano nel Far West